# マックス・ヨゼフ・ヴァーゲンバウアー
マックス・ヨゼフ・ヴァーゲンバウアー（Max Josef Wagenbauer または Max Joseph Wagenbauer、1775年7月28日 - 1829年5月12日）はドイツの画家、版画家である。

## 略歴
バイエルン州オーバーバイエルンのエーバースベルク郡のÖxingで生まれた。ミュンヘン美術院でドルナー（Johann Jakob Dorner der Ältere)やマンリッヒ(Johann Christian von Mannlich)に学んだ。1797年から1801年まで、バイエルン王国の軽騎兵連隊に志願し従軍した。
オーバーバイエルンのハーグ(Haag)などで公国の宮廷の画家として働き、夏の間はバイエルン各地を旅し、風景画を描いた。1811年にはバイエルン王マクシミリアン1世の依頼で、ニンフェンブルク宮殿の食堂に飾る大きい風景画を描いた。1814年にはオーバーバイエルンを旅し、ハーナウの美術アカデミーのメンバーになった。
絵画はバイエルン王に買い上げられ、宮廷の人々に与えられるようになり、1815年には宮廷の美術品の管理者になった。1820年以降はオーバーバイエルンの風景を主に描き、家畜のいる風景画も描いた。生涯を通じて、版画にも取り組んだ。
オーバーバイエルンで風景を描いた最初の世代の画家で、「ミュンヘン派」と呼ばれる風景画のスタイルを作り、多くの後進の画家に影響を与えた。

## 作品

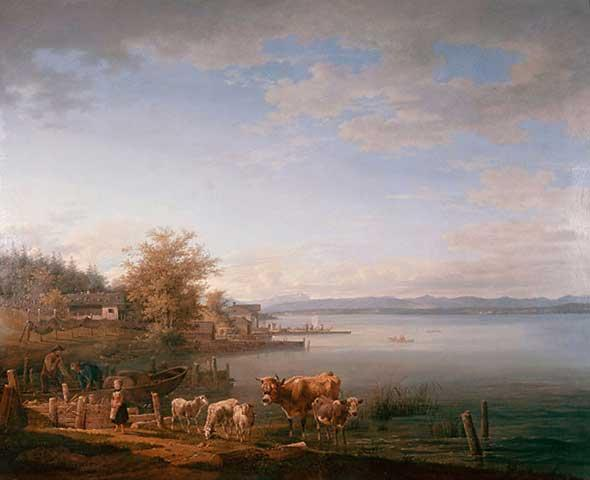
シュタルンベルク湖(1813)
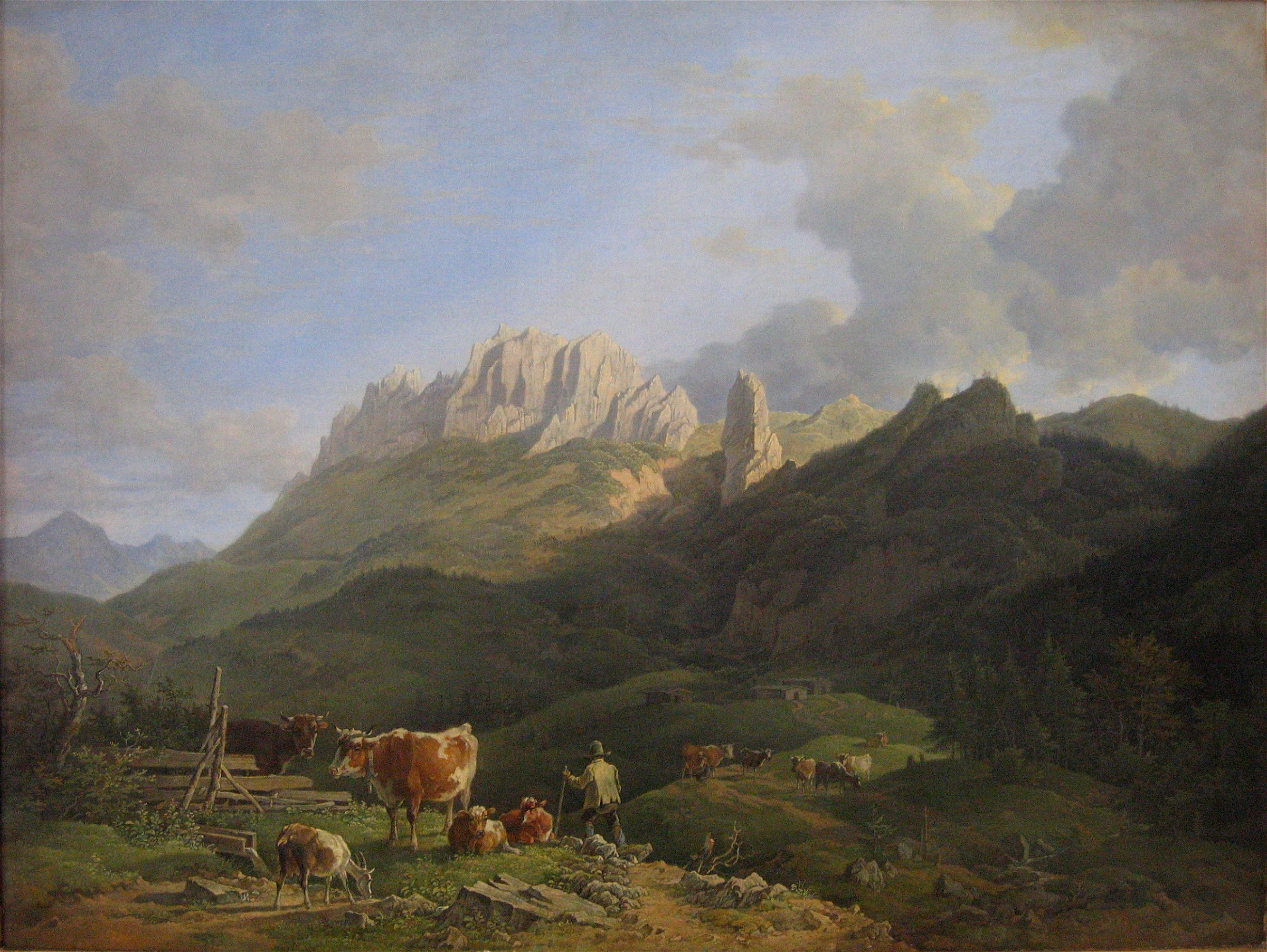
カンペンヴァント(c.1827)
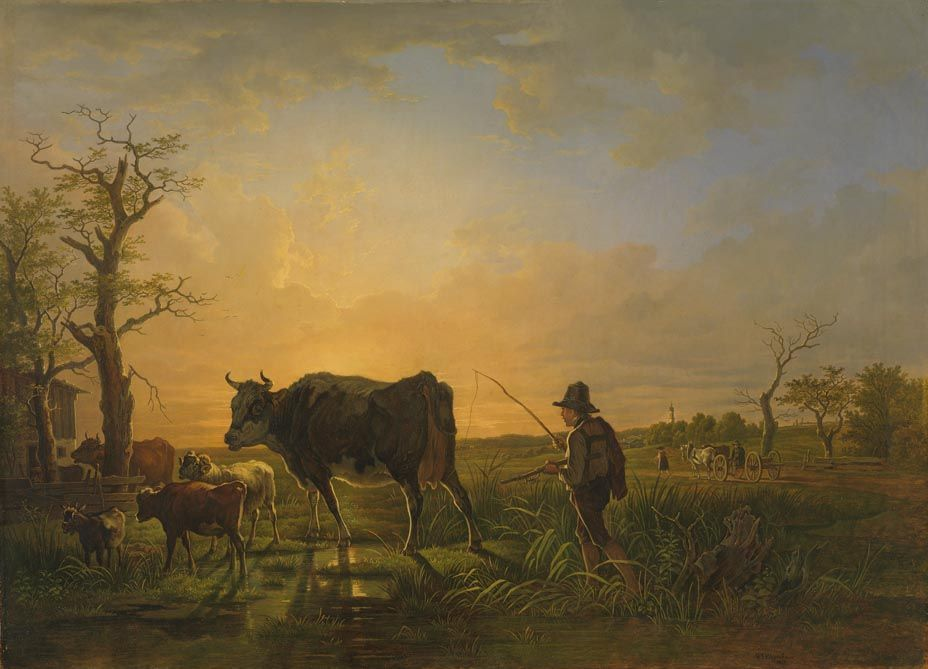
夕景 (1821)
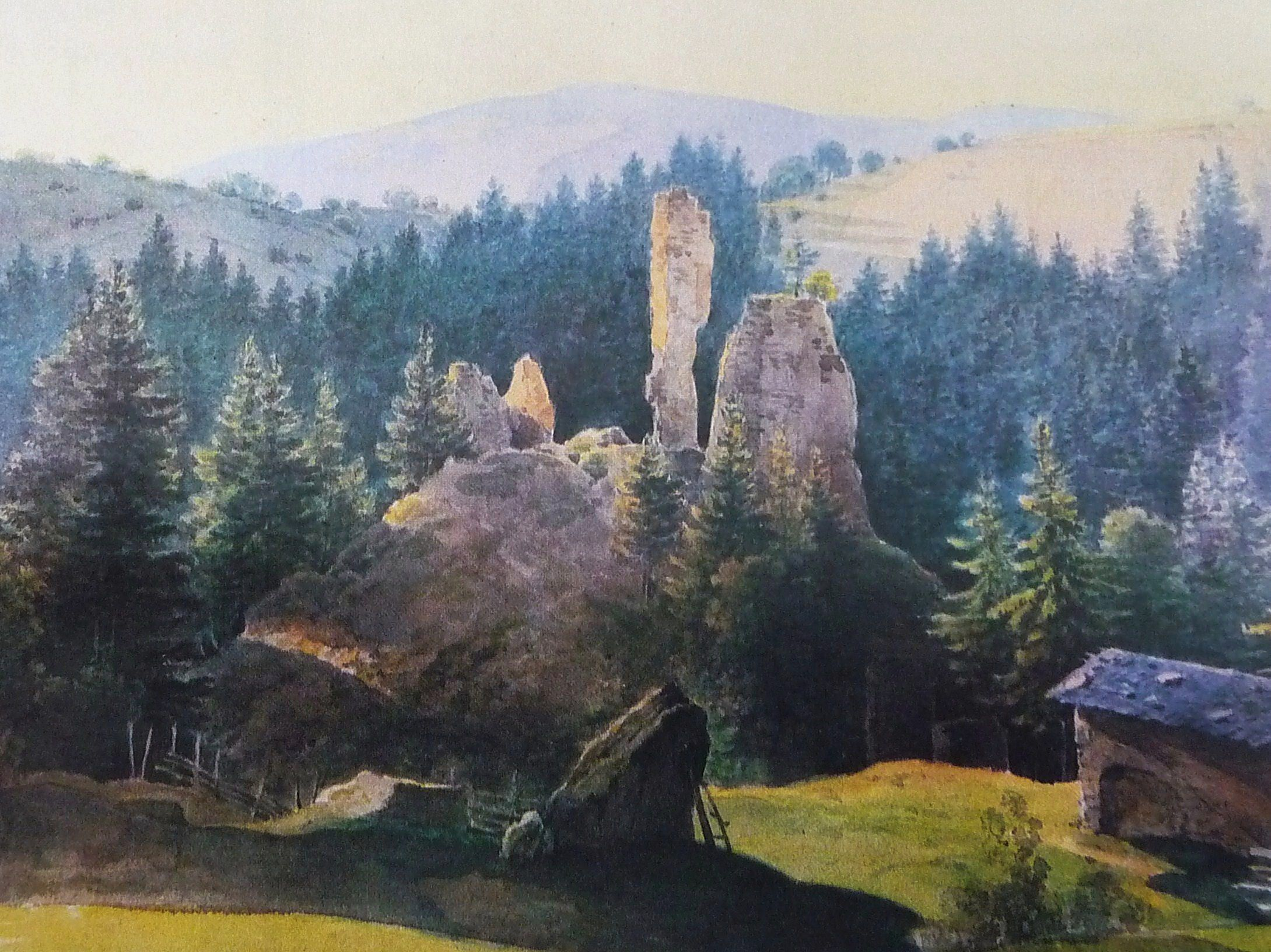
ディーセンシュタイン城跡